# Bunkka
A Bunkka Paul Oakenfold angol DJ albuma. 2002-ben adta ki a Maverick kiadó.
A "Ready, Steady, Go" című szám a  A Bourne-rejtély és a  Collateral – A halál záloga filmek zenéje is.

## Számok
1. "Ready Steady Go" (feat. Asher D) – 4:13
2. "Southern Sun" (featuring Carla Werner) – 6:57
3. "Time of Your Life" (featuring Perry Farrell and Grant-Lee Phillips) – 4:17
4. "Hypnotised" (featuring Tiff Lacey) – 6:34
5. "Zoo York" – 5:25
6. "Nixon's Spirit" (featuring Hunter S. Thompson) – 2:48
7. "Hold Your Hand" (featuring Emilíana Torrini)– 3:39
8. "Starry Eyed Surprise" (featuring Shifty Shellshock of Crazy Town) – 3:48
9. "Get Em Up" (featuring Ice Cube) – 3:50
10. "Motion" (featuring Grant-Lee Phillips) – 6:24
11. "The Harder They Come" (featuring Nelly Furtado and Tricky) – 3:50